# فرد إيرل نوريس جونيور
فرد إيرل نوريس جونيور (بالإنجليزية: Fred Earl Norris Jr.)‏ هو مهندس معماري أمريكي، ولد في 11 أبريل 1923 في سان دييغو في الولايات المتحدة، وتوفي في 9 نوفمبر 2006.